# Helitrans
Helitrans AS — норвежская вертолётная авиакомпания с центром в городе Схьёрдал и главным хабом в виде аэропорта Тронхейм в Вернесе (Трёнделаг), Основана в 1990 году, занимается вертолётными транспортными перевозками, грузоперевозками и монтажными работами.

## История

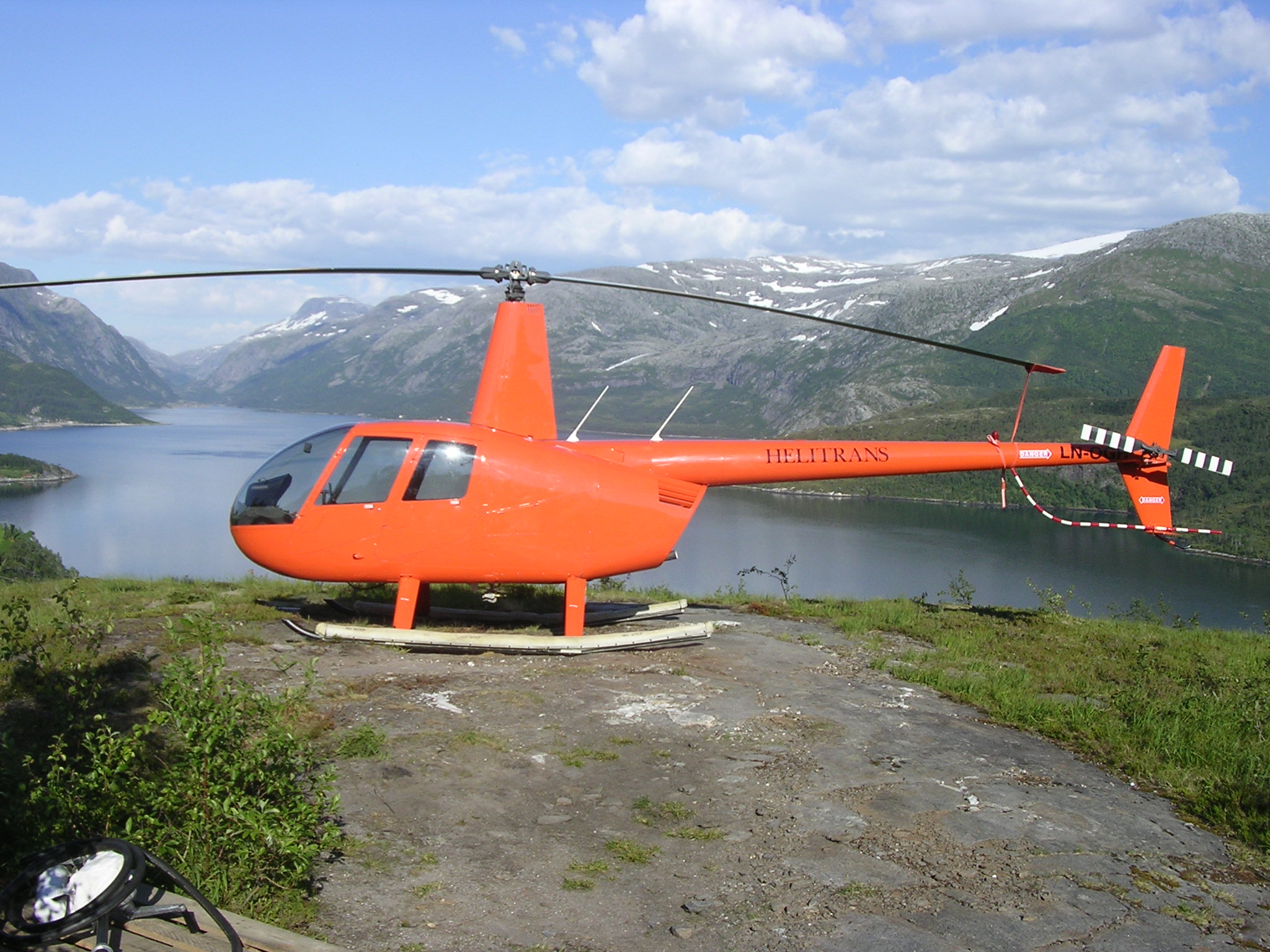
Вертолёт Robinson R44 компании Helitrans

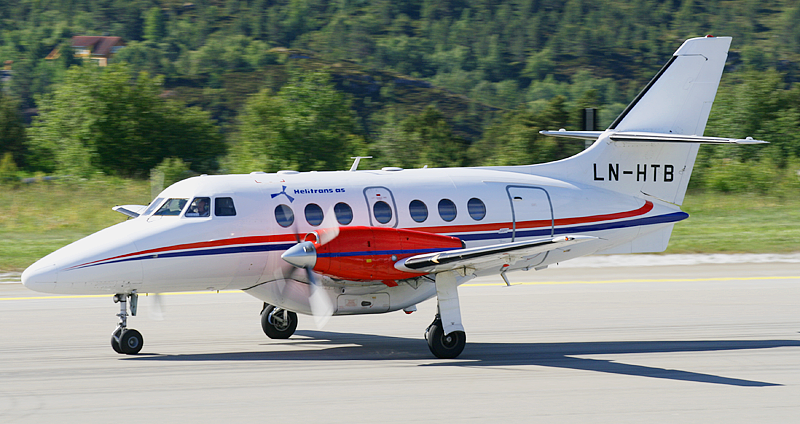
Самолёт BA Jetstream 32 компании Helitrans

Компания Helitrans была основана в 1990 году, лицензию на осуществление деятельности Управление гражданской авиации Норвегии выдало ей в 1991 году. Изначально она занималась установкой GSM--оборудования, мониторингом диких животных и перевозкой сотрудников телерадиокомпаний NRK и TV 2, а также личного состава Вооружённых сил Норвегии.
В 1997 году компания расширила масштабы своей деятельности, приобретя первый самолёт (Dornier 228), который использовался для перелётов между Схьёрдалом и Брённёйсунном по запросам компании Statoil. Компания также занималась другими чартерными рейсами, в том числе отвечала за перелёт игроков футбольного клуба «Русенборг» (позже этим занялась Kato Airline).
В 2003 году Helitrans приобрела занимавшуюся аэрофотосъёмкой компанию Fjellanger Widerøe Aviation и самолёт-разведчик LN-SFT, а также приобрела парк вертолётной компании NorCopter. В 2007 году компания осуществляла чартерные рейсы между Олесунном (аэропорт Вигра) и Схьёрдалом; также ей поручили выполнять чартерные рейсы между Кристиансунном, Брённёйсунном и Схьёрдалом после банкротства компании Coast Air. От имени компании Statoil эти рейсы осуществлялись благодаря норвежской Helitrans и шведской Direktflyg. Позже эти рейсы стали осуществляться благодаря Widerøe.
С лета 2010 по январь 2011 года компания Helitrans выполняла все регулярные рейсы компании Vildanden вплоть до её банкротства. Для этого использовались два арендованных у немецкой компании Avanti Air ATR 42 и три собственных BA Jetstream 32. После банкротства Vildanden ATR 42 были возвращены немецкому владельцу. Также в 2008 году у британской Eastern Airways на короткий срок был арендован BA Jetstream 41 для чартерных рейсов.
В первой половине 2012 года три самолёта BA Jetstream 32 были проданы компанией Helitrans (LN-HTB — покупателю в Африке, LN-FAN и LN-FAQ — AIS Airlines). В настоящее время Helitrans является ведущим поставщиком услуг по вертолётным перевозкам в Норвегии, а также является владельцем вертолётной авиакомпании HelikopterDrift.

## Флот
| Вертолёт          | Количество | Позывные                                                            |
| ----------------- | ---------- | ------------------------------------------------------------------- |
| Eurocopter AS 350 | 9          | LN-, LN-OAU, LN-ODK, LN-OGL, LN-OLG, LN-OPA, LN-OPB, LN-OPE, LN-OFA |
| Eurocopter EC 120 | 1          | LN-OTO                                                              |
| Robinson R44      | 6          | LN-OAQ, LN-OCC, LN-OCL, LN-OGK, LN-OGM, LN-OSH                      |